# Завод феросплавів у Лодеен-л'Ардуаз

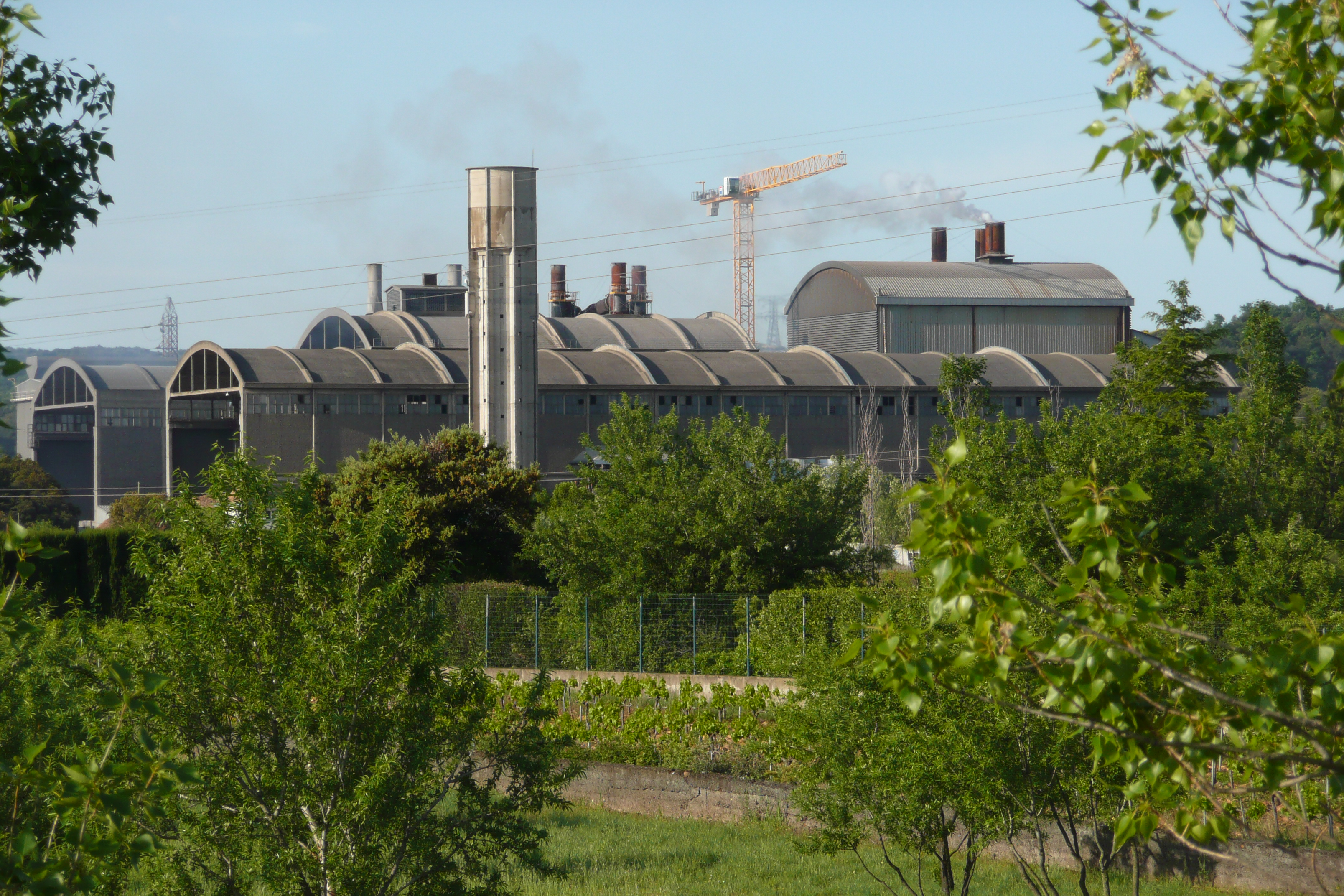
Вид на споруди заводу

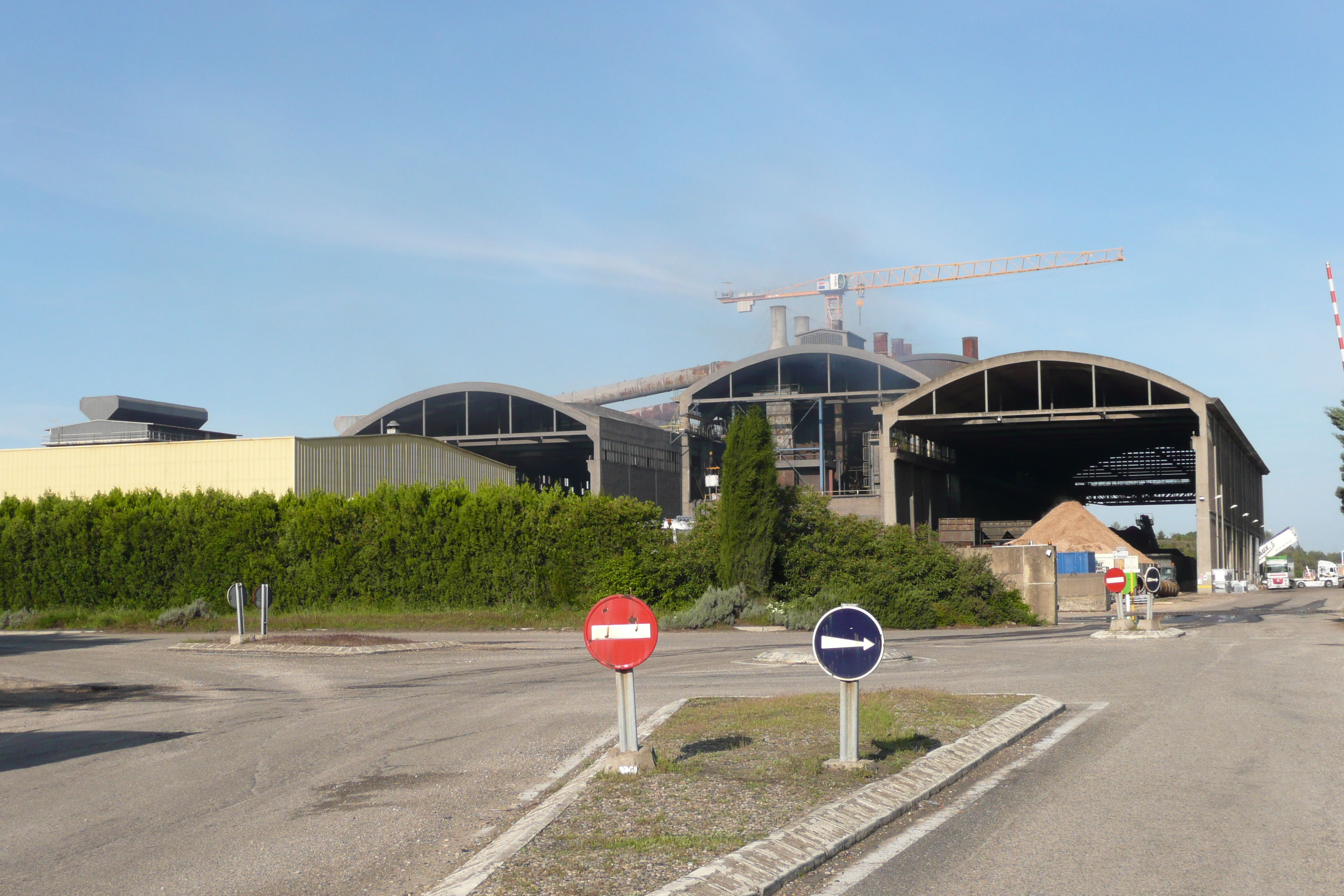
Вид на споруди заводу

Завод феросплавів у Лодеен-л'Ардуаз — виробничий майданчик на південному сході Франції.
Ще з початку XX століття компанія Société des Etablissements Keller et Leleux мала електрометалургійний завод у Ліве-е-Гаве, серед продукції якого були феросплави. Його розмістили в одній з альпійських долин, щоб використати гідроресурси цієї гірської місцевості, оскільки передача електроенергії на великі відстані тоді була на початковому етапі розвитку. Станом на 1950-ті роки ситуація принципово змінилась — електроенергетика перестала тяжіти до гідроресурсів, при цьому промислові майданчики в віддалених гірських долинах мали гіршу логістику та обмежені площі для розвитку. До того ж уряд націоналізував гідроелектростанції, дешева електроенергія з яких раніше була визначальною для створення комплексів з ГЕС та електрометалургійних заводів. Тому в межах плану розвитку Keller et Leleux узялась спорудження нового заводу феросплавів на рівнині у Лодеен-л'Ардуаз, за два десятки кілометрів на північний захід від Авіньйону. Однією з переваг його розташування було знаходження неподалік металургійного заводу Ugine Aciers de L'Ardoise, який спеціалізувався переважно на нержавіючій сталі і міг бути великим споживачем продукції Keller et Leleux.
Феросплавний завод ввели в дію у 1958 (за іншими даними — 1959) році. Первісно він мав одну піч, а в 1962 та 1971 роках отримав ще дві. Спеціалізацією підприємства стало виробництво феросиліцію та металургійного кремнію.
Вже у 1962-му компанія Keller et Leleux увійшла до складу La Société d’électrochimie, d'électrométallurgie et des aciéries électriques d'Ugine (власник згаданого вище металургійного заводу), що в 1966-му об'єдналась з іншим потужним гравцем електрометалургійного ринку Kuhlmann Establishments в концерн Ugine-Kuhlmann. В 1971-му унаслідок наступного злиття виник концерн Pechiney-Ugine-Kuhlmann, втім, за десятиліття по тому на тлі потужної кризи він потрапив під націоналізацію. Далі уряд провів реструктуризацію, унаслідок якої PUK відмовився від напрямків хімії та спеціальних сталей (в останньому випадку Ugine Aciers продали компанії Usinor) але залишив алюмінієвий та феросплавний дивізіони. Сам PUK узяв назву Pechiney, а феросплавний напрямок належав його дочірній компанії Péchiney Electrométallurgie (PEM).
У 2005-му PEM продали феросплавній компанії FerroAtlántica, що належала до іспанської групи Villar Mir, після чого PEM перейменували на Ferropem. З 2015-го майданчик в Лодеен-л'Ардуаз перейшов під контроль Ferroglobe, яка була створена шляхом злиття FerroAtlántica з американською Globe Specialty Metals.
Наразі завод має три печі потужністю 16, 25 та 35 МВт (такі дані зазначені на сайті власника, втім, також зустрічається інформація, що потужність найбільшої печі досягає 39 МВт). Він спеціалізується на випуску феросиліцію високої чистоти, кремнію, а також певних обсягів мікрокремнезему. При цьому кремній випускають як металургійної, так і хімічної якості (остання, зокрема, призначена для використання у виробництві силікону, ущільнювачів та косметики). Річна потужність заводу наразі становить 35 тисяч тонн феросиліцію та 25 тисяч тонн кремнію.